# 高浜市やきものの里かわら美術館・図書館
高浜市やきものの里かわら美術館・図書館（たかはましやきもののさとかわらびじゅつかん・としょかん）は、愛知県高浜市青木町9丁目6番地18にある公立の美術館・図書館。
1995年（平成7年）10月7日に「高浜市やきものの里かわら美術館」として開館した。高浜市は三州瓦などの窯業が盛んであり、瓦をテーマとしている。瓦を主題とする日本唯一の美術館であり、国際的にも珍しいとされる。
2023年（令和5年）に旧高浜市立図書館（碧海町）の老朽化に伴い、既存施設へ図書館機能が複合化されることになり、旧高浜市やきものの里かわら美術館に一般図書を配して本館とし、いきいき広場（春日町）の図書情報スペース「としょぴあ」には児童書や育児書を中心に配する形式に変更した。老朽化していた旧図書館は2023年3月末で閉館し、2023年4月1日に新たに「高浜市やきものの里かわら美術館・図書館」となり同年7月22日に図書施設の運営を開始した。

## 美術館機能

### 歴史
高浜市は「日本三大瓦」のひとつである三州瓦の主産地である。1988年（昭和63年）に「やきものの里構想」について住民から陳情を受けたことで、高浜市は瓦をテーマとする美術館の建設を計画し、1995年（平成7年）10月7日に高浜市やきものの里かわら美術館が開館した。初代館長は考古学者の稲垣晋也（皇学館大学教授）。1996年（平成8年）2月27日には博物館法における登録博物館となった。1996年（平成8年）には第4回愛知まちなみ建築賞を受賞した。
新世紀エヴァンゲリオンのキャラクターデザインで知られるアニメーターの貞本義行は、漫画家のたかはまこと結婚して高浜市に居住している。2002年（平成14年）にはかわら美術館で「新世紀エヴァンゲリオンのクリエーター 貞本義行の仕事展」が開催された。2005年（平成17年）4月1日には考古学者の井口喜晴（大正大学教授）が館長に就任した。2008年（平成20年）10月1日には指定管理者制度を導入し、乃村工藝社・NTTファシリティーズ美術館運営共同事業体が指定管理者となった。
2016年（平成28年）12月1日には開館からの延べ来館者数が100万人を達成した。2018年（平成30年）4月1日には乃村工藝社の若松文人が館長に就任した。2018年（平成30年）以降には歌人の萩原慎一郎による歌集『滑走路』が異例のヒットを記録したが、2019年（令和元年）1月27日には思想家の姜尚中を講師とする講演会を主催するなど、文学に関するイベントも行っている。

### 所蔵・展示
常設展示は瓦そのものやその歴史が主体であり、三州瓦に限らず広く瓦文化全体が概観できる展示がなされている。7世紀の日本で製造された白鳳文化期の瓦や、紀元前11世紀の中国で製造されたアジア最古の瓦なども所蔵している。年4回の頻度で企画展が開催されており、瓦ではなく陶芸・写真・絵本の原画などをテーマにした企画展も開催されている。

## 図書館機能
旧「高浜市やきものの里かわら美術館」に図書館機能を加えることになり、2023年4月1日の「高浜市やきものの里かわら美術館・図書館」への改称後、同年7月22日に2階の旧陶芸室で図書施設の運営を開始した。
- 本館
  - 所在地 - 高浜市やきものの里かわら美術館・図書館2階（旧陶芸室）[12]
  - 所蔵冊数 - 開架約14,000冊、書庫内約6,000冊、計約20,000 冊[12]
- 図書情報スペース「としょぴあ」
  - 所在地 - いきいき広場（春日町）[4][12]
  - 所蔵冊数 - 児童書や育児書を中心とした約1万2,000冊[4]
- 吉浜公民館
- 高取ふれあいプラザ図書室

## 施設
建物の設計は内井昭蔵建築設計事務所。かつてはすぐ近くの衣浦湾から瓦を日本各地に運搬しており、三州瓦を運んだ千石船をイメージしてデザインされている。
ホール・スタジオ・会議室などがある。家庭フランス料理のレストラン「Omi」を併設している。
かわら美術館の入口前には雌雄の鯱（しゃちほこ）があり、「日本で一番大きな鯱瓦」とされる。かわら美術館の北側には森前公園があり、瓦製の魚や亀の彫刻、あるいは鬼瓦などを用いて海の風景を表現した瓦庭がある。森前公園には塩焼瓦窯「赤窯」や復元されただるま窯があり、「赤窯」は高浜市指定有形文化財に指定されている。かわら美術館や森前公園は、1996年（平成8年）以降に整備された散策路である三州高浜鬼みちに含まれている。

## 利用案内

### 開館時間
- 展示・ミュージアムショップ - 10:00 - 17:00[14]
- ライブラリー ほんの森 - 10:00 - 18:00[14]
- 貸し施設利用 - 10:00 - 21:00[14]

### 休館日
- 毎週月曜日と火曜日（祝日の場合は翌日）、年末年始

### 入館料
- 特別展・企画展・館蔵品展 - 高校生以上は展示により異なる、中学生以下は無料[14]
- 常設展 - 無料

### アクセス
- 名鉄三河線 高浜港駅から徒歩で約8分。
- 高浜市コミュニティバス「いきいき号」南部コース・循環コース「かわら美術館」バス停下車。

## ギャラリー

### かわら美術館

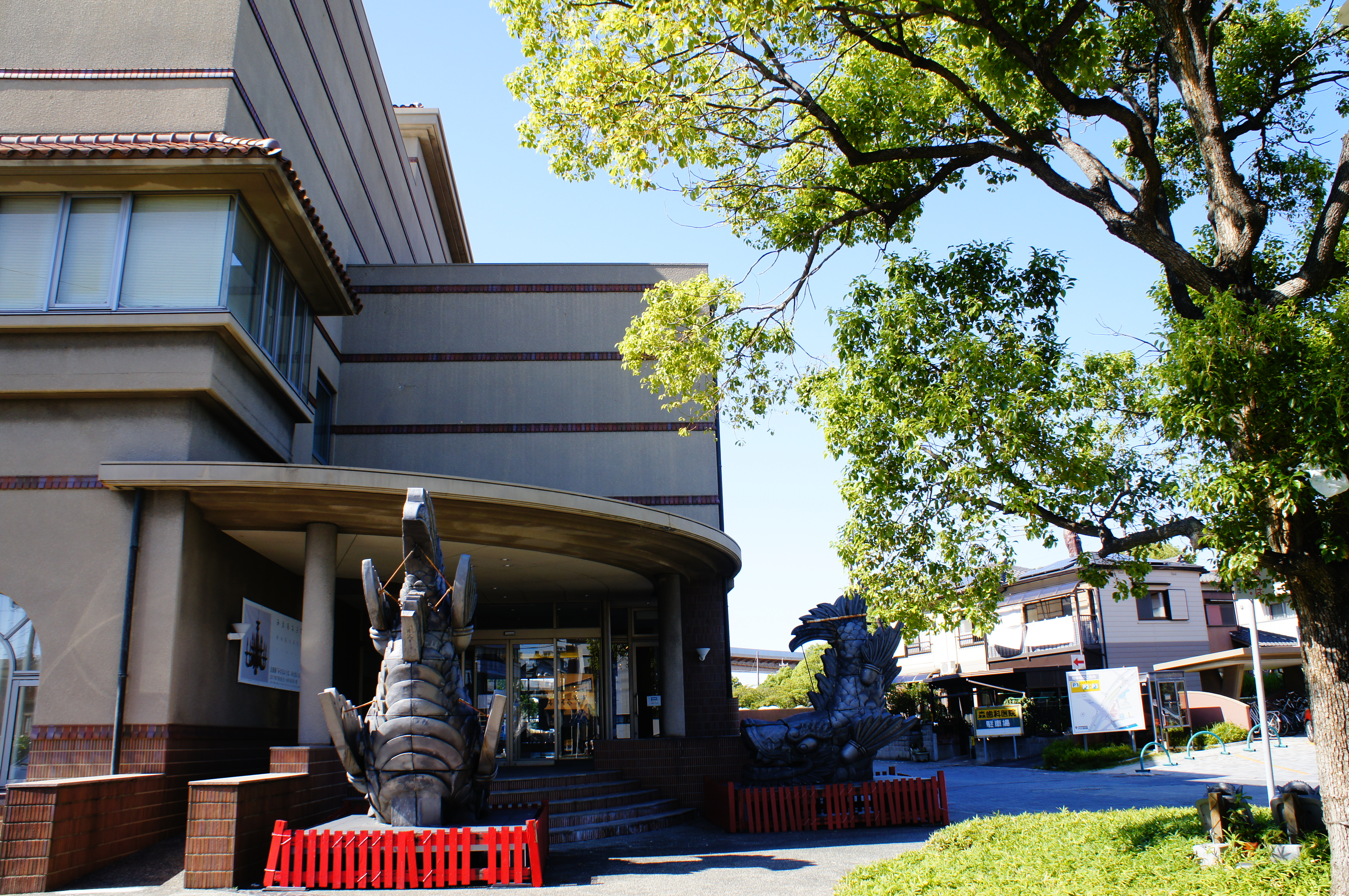
建物前にある雌雄のしゃちほこ
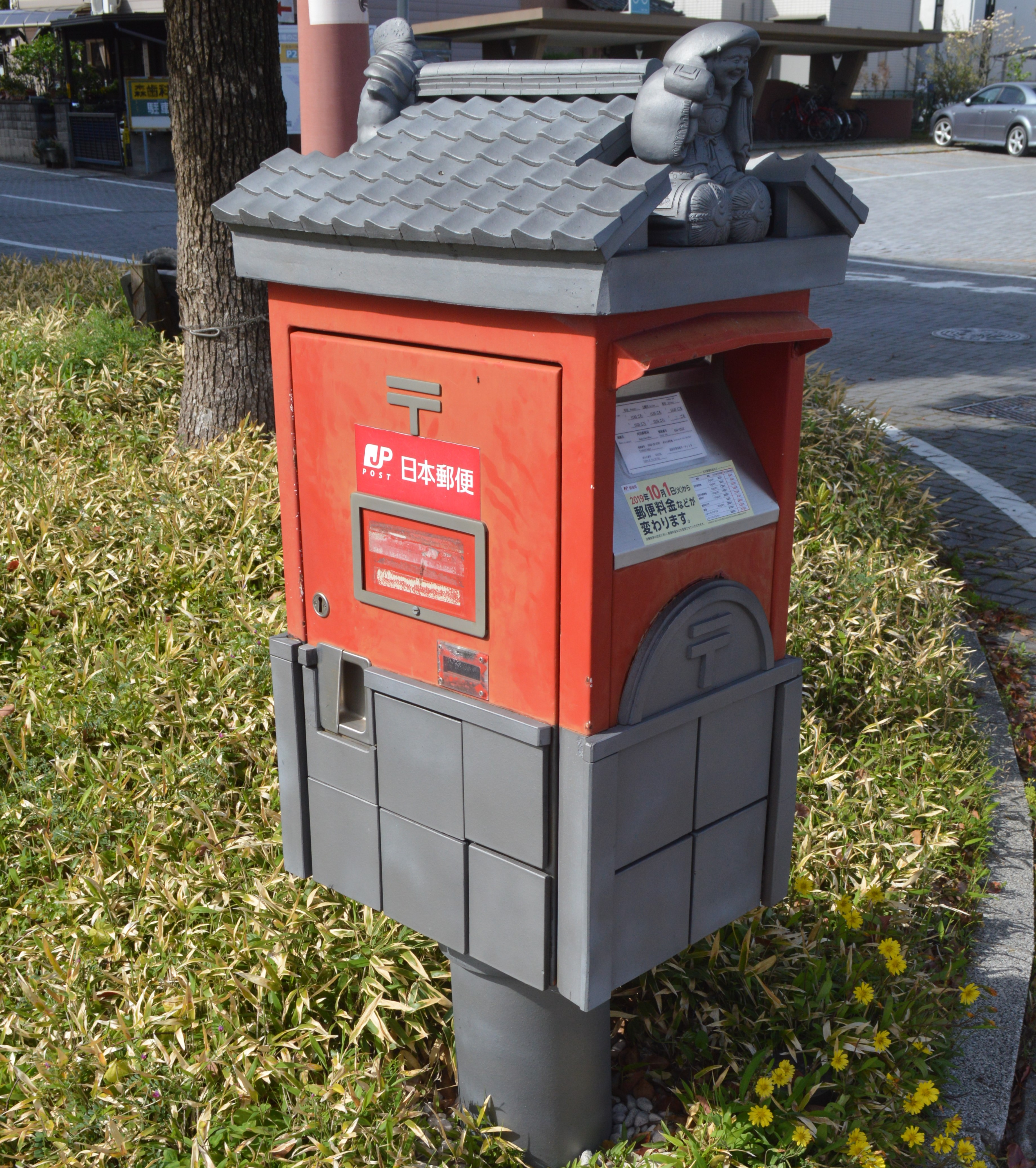
建物前にある瓦を用いた郵便ポスト
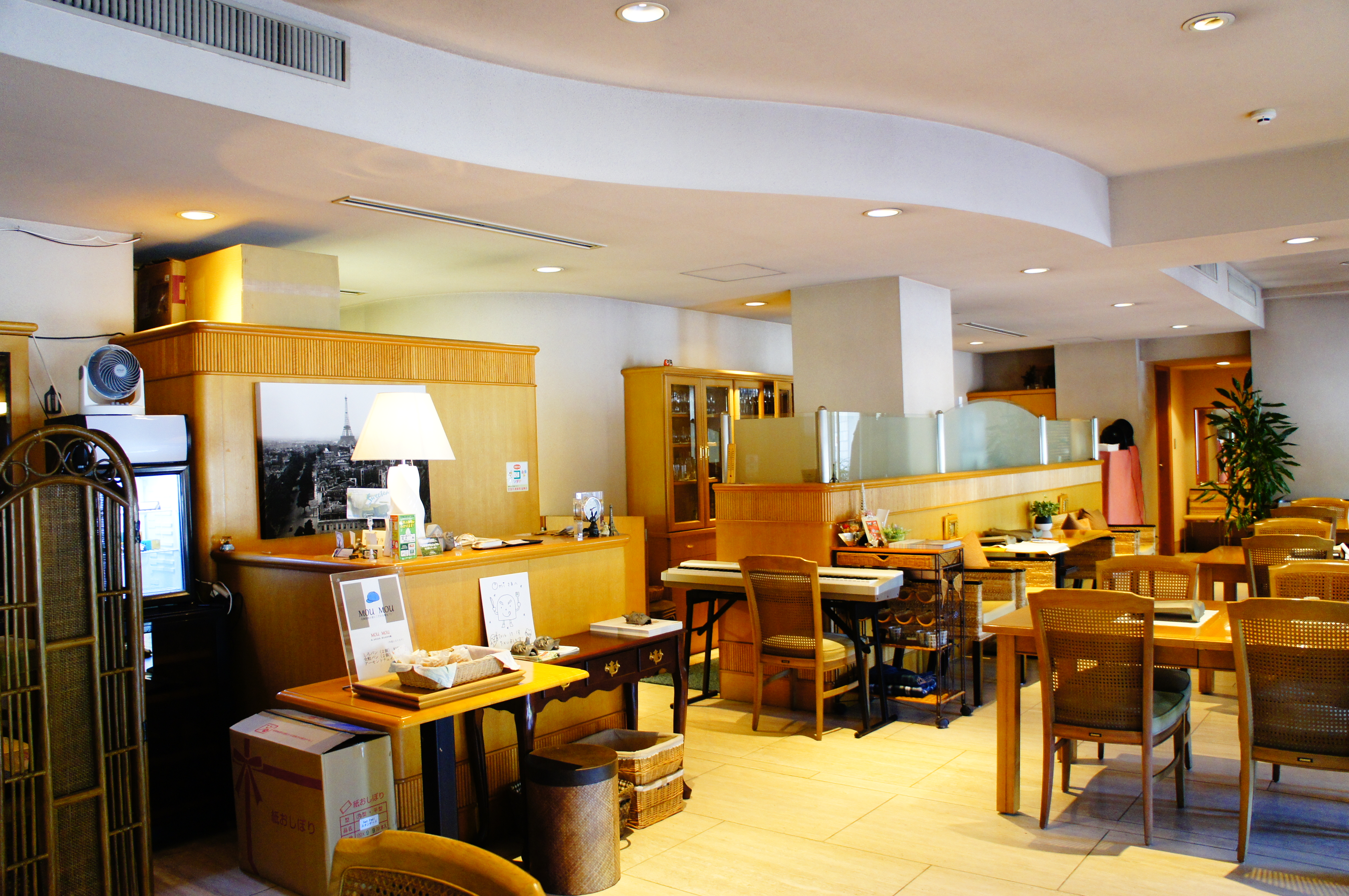
レストラン「Omi」
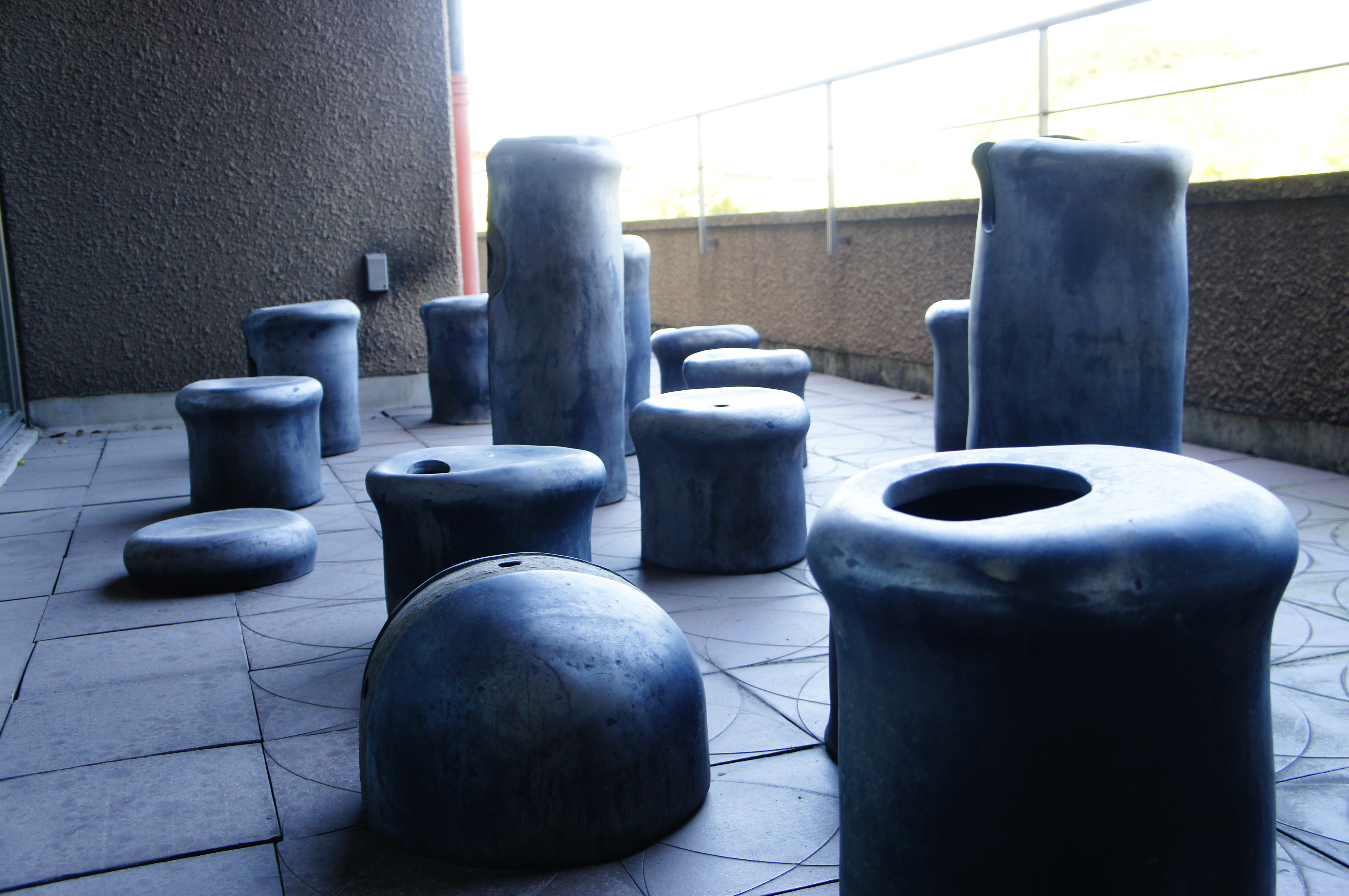
速水史郎『祖』

### 森前公園

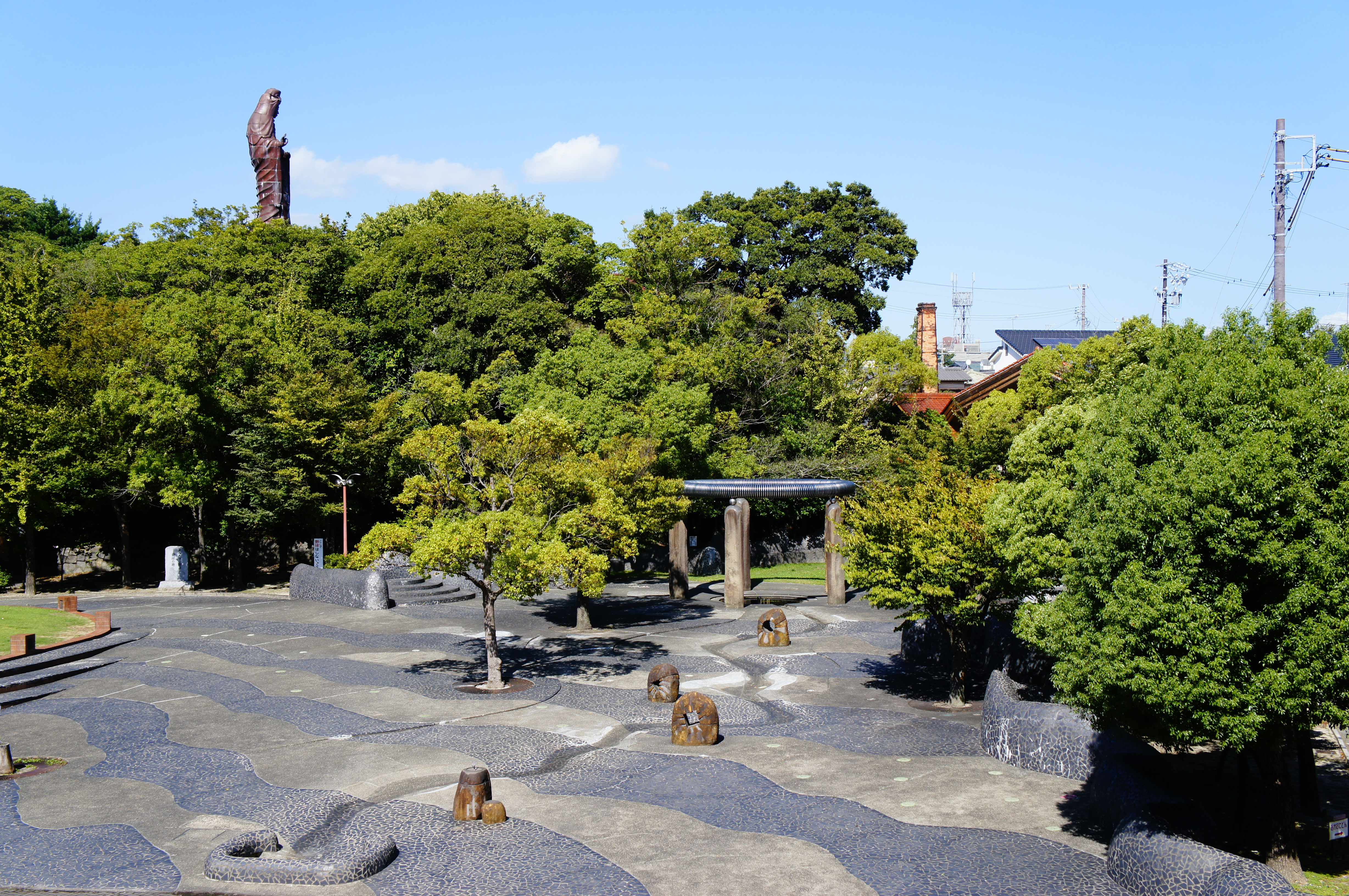
森前公園の全景
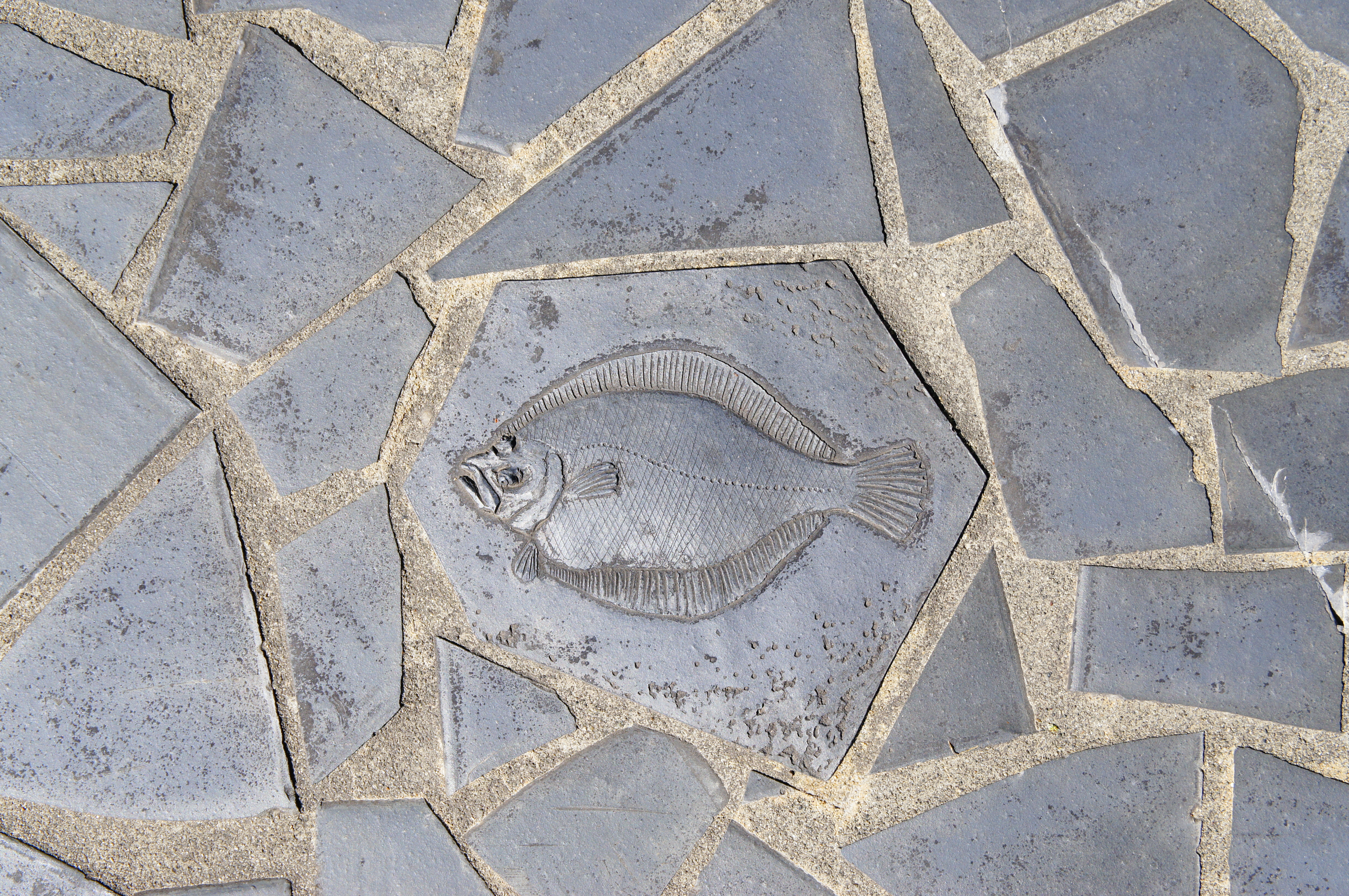
ヒラメの彫刻
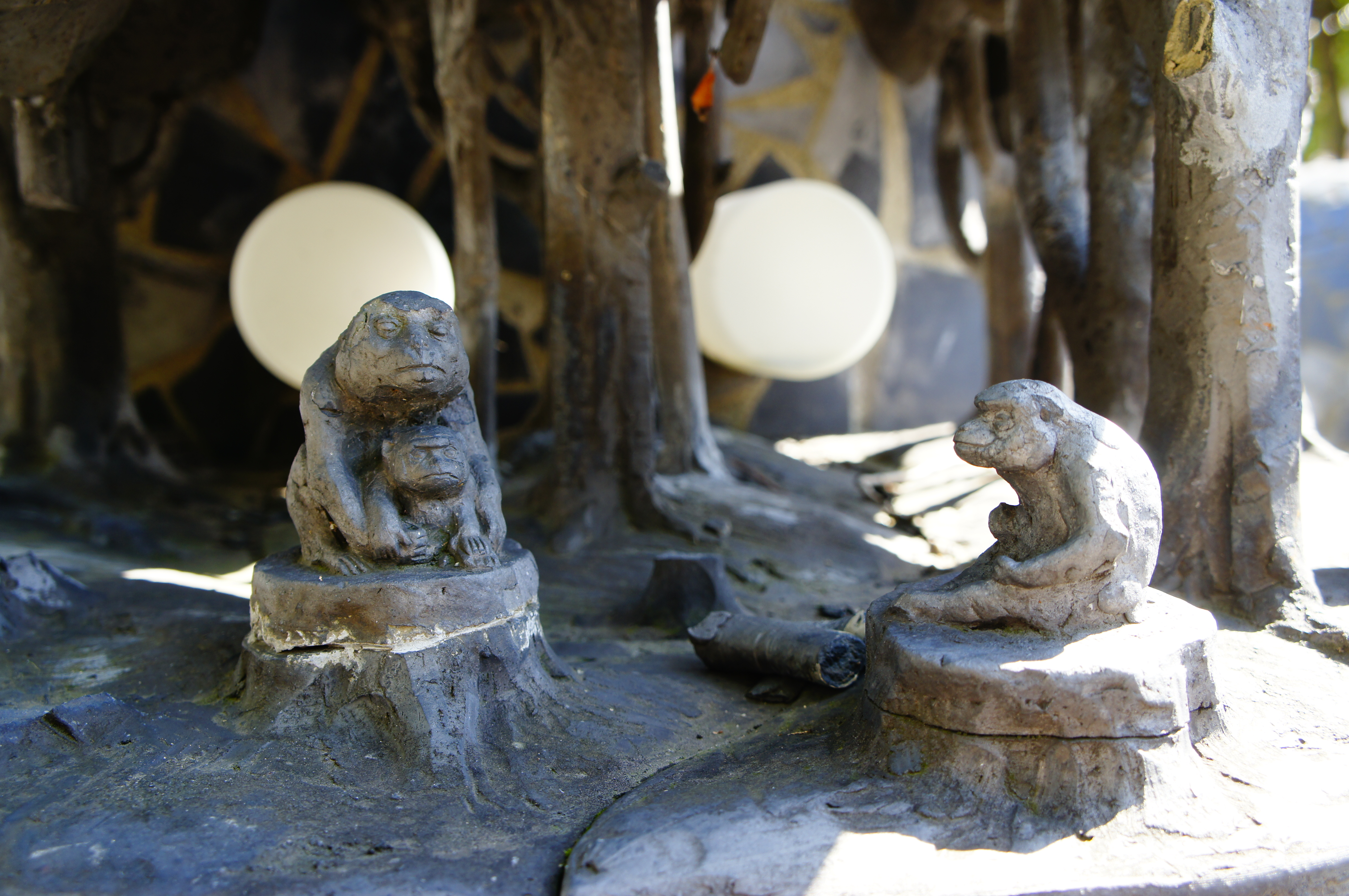
猿の彫刻
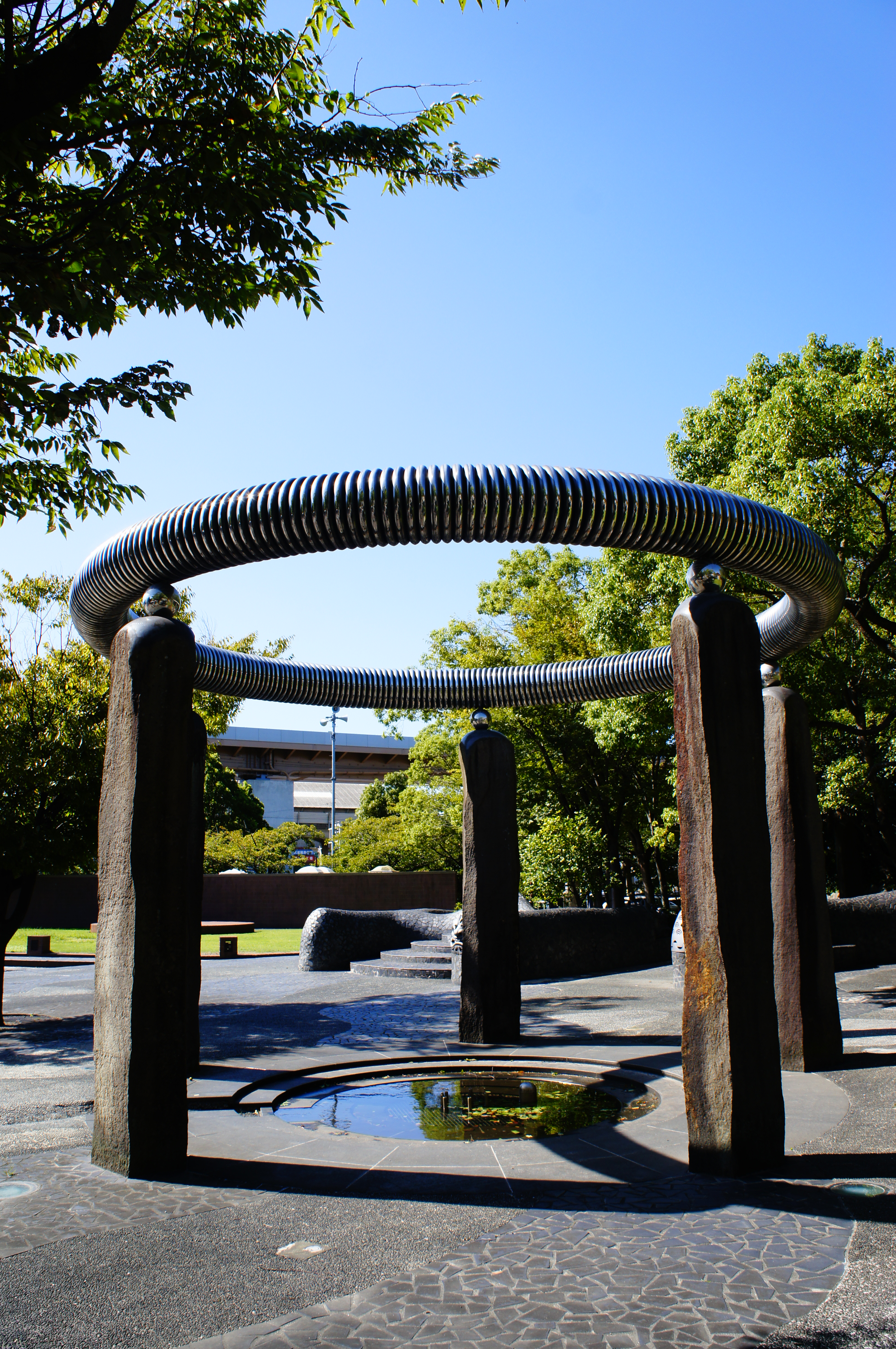
オブジェ「創造の泉」
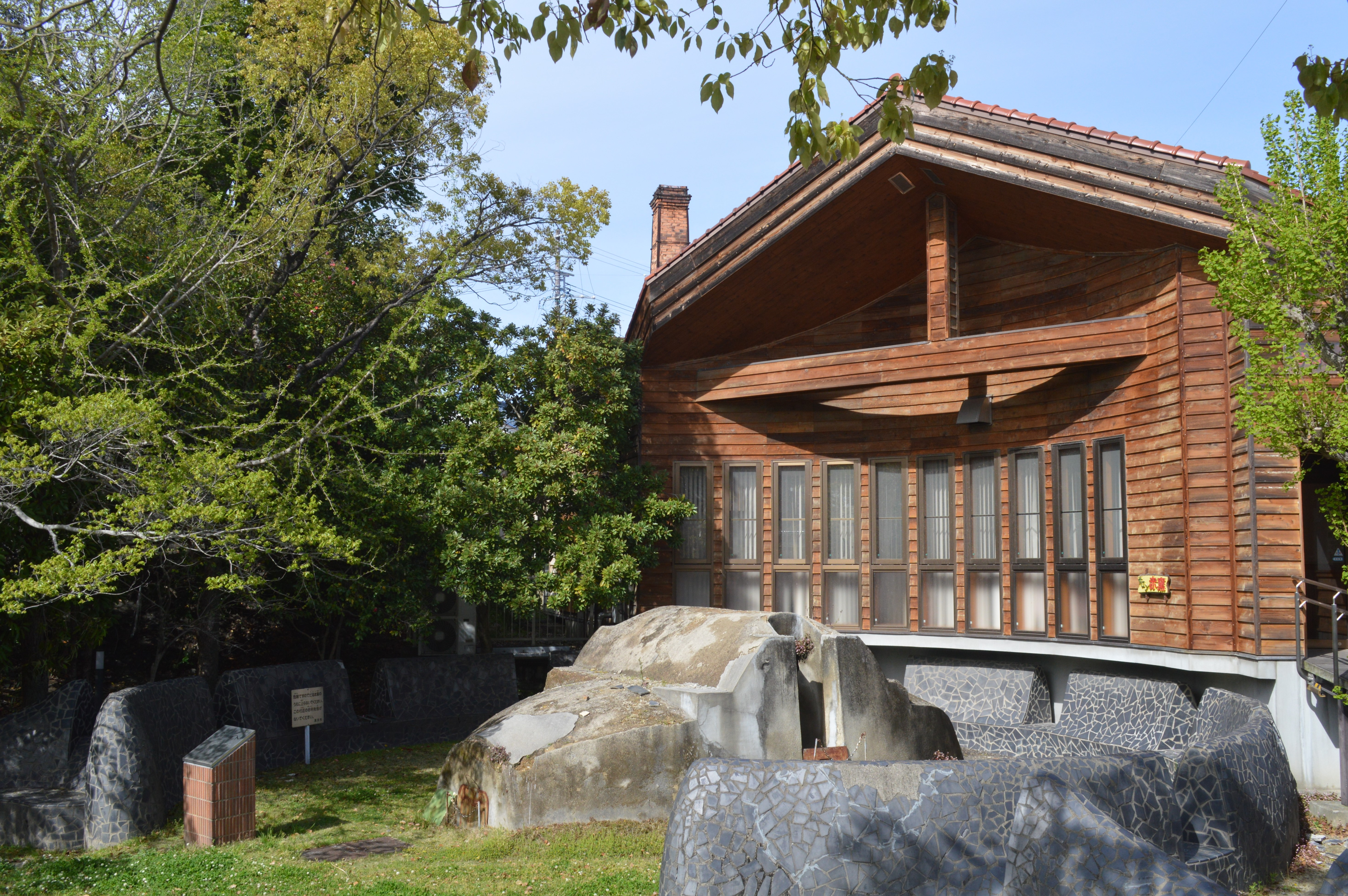
だるま窯と塩焼瓦窯「赤窯」
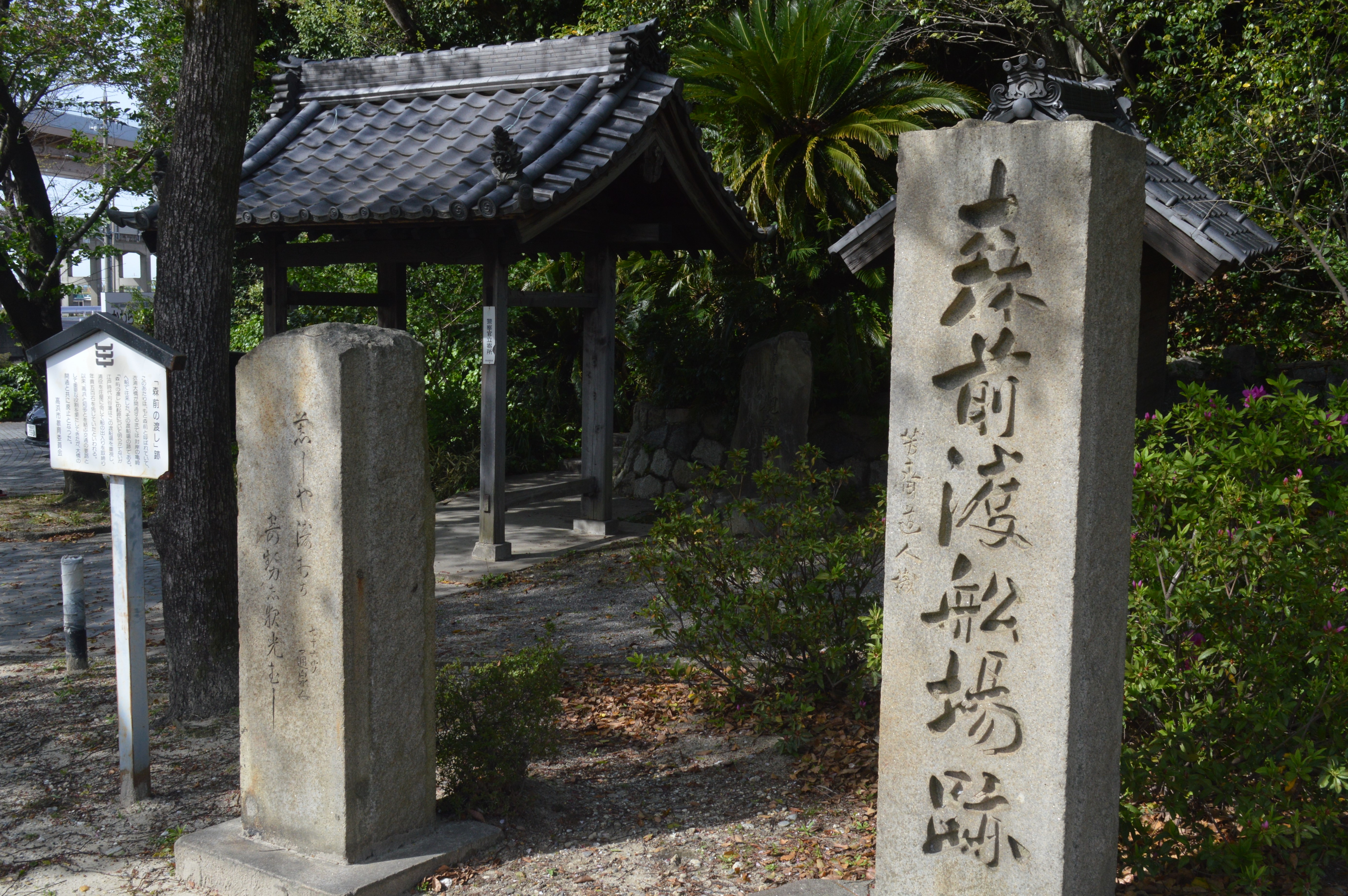
森前渡船場跡